# 鄭永寧
鄭 永寧（てい えいねん、1829年9月8日（文政12年8月11日） - 1897年（明治30年）7月29日）は、江戸時代後期（幕末）から明治にかけての外交官、通訳（通詞・通事）、教育者。本姓は呉。通称は右十郎。号は東林、幼名は卯四郎。第3代・第5代清国代理公使(特命全権大使相当)、外務省大書記官。
外交官として、伊藤博文や柳原前光などの清国派遣交渉に随行し、談判通訳や代理公使として活躍するとともに、教育者としても広運館（幕府の長崎英語伝習所・済美館の後進）の翻訳方や、外務省の漢語学所（東京外国語学校・現東京外国語大学中国語学科）の督長を務めるなど後進の指導にあたった。

## 人物・経歴

### 長崎時代
1829年9月8日（文政12年8月11日）、肥前長崎で唐小通詞・呉用蔵の子として生まれるが、鄭幹輔の養子として鄭家を継ぐ。
呉氏の祖は福建省泉州晋江県であり、日本に帰化し長崎に住み、代々唐通詞となり、その八世が実父・呉用蔵であった。鄭氏も呉氏と同じく代々唐通詞を務め、養父・鄭幹輔は鄭家の七世で鄭永寧は八世となる。
1848年（嘉永元年）に稽古通詞に命じられ、正式に唐通詞となる。1851年（嘉永4年）12月28日、小通詞末席に任命。同日、父・鄭幹輔も小通詞から大通事助に昇格。
1860年（万延元年、安政7年）7月、父・鄭幹輔が病没すると、その年末に正式に鄭家の家禄を襲封して小通事過人に昇任する。
1867年（慶応3年）7月、長崎の地役人を対象とする制度改革により、唐通事の役名が廃止される。同月から、大政奉還（1867年11月・慶應3年10月）を経て、1868年（慶応4年）正月に長崎奉行の河津祐邦が長崎を脱出するまでの間に、鄭永寧は長崎奉行配下の通事として対外関係事務処理を担当する。
明治維新後、新政権により長崎奉行所が接収される中で、旧唐通事のほとんどが長崎府の職員に採用されることとなるが、その中で、英語と中国語ができた鄭永寧は1868年（明治元年）に広運館（幕府の長崎英語伝習所・済美館の後進）の翻訳方に任命された。同年、実兄の呉碩三郎と『万国公法』を共訳し、校閲は平井義十郎が担当している。この丁韙良の漢訳版に基づく和訳本である『和解万国公法』は未刊であったともされるが、写本が残っており流通していたことが分かっている。

### 明治新政府での活躍
1869年（明治2年）、東京に召し出されて外務省に入り、旧唐通詞の石崎次郎太とともに一等訳官となった。鄭永寧は次いで大訳官に上り、同年8月には樺太に出張し、翌1870年（明治3年）4月、帰任して文書権正となった。
日本の開国後、他国との外交通商貿易が進展すると、清国との間でも条約の締結が急がれた。外務省でも部局内で通訳を養成する運びとなり、1871年2月に、洋語学所（ロシア語とドイツ語を教える）と漢語学所がそれぞれ開設されることとなり、鄭永寧は漢語学所の教師となった。漢語学所の教師はすべて長崎唐通事の出身で、鄭永寧が責任者（職務は督長）となり、頴川重寛（職務は督長兼教導）が教学の中心となる指導体制となった。潁川は、鄭永寧の推薦で外国官（外交官）に任命されて、この漢語学所の講師にも採用されている。
（その後、外務省所管の漢語学所と洋語学所は文部省に移され、1873年5月に外国語学所となった。さらに同年11月、開成学校語学生徒ノ部と独逸学教場の二校と合併して東京外国語学校（現・東京外国語大学）となり、漢語学所はこの学校の漢語学科となっている。）
1971年（明治4年）に伊達宗城が清国に赴き、全権の李鴻章との間で日清修好条規に調印した際に随行し功績を上げる。
1872年（明治5年2月）に外務少記となり、上海領事品川忠道の帰国中の代理領事も務めた。1873年（明治6年）2月、外務少丞となり、1874年（明治7年）3月には一等書記官に累進し、同年11月には、清国公使・柳原前光の帰国に際して清国臨時代理公使に就任し北京での常駐も担った。

これら外交官として、柳原前光、伊達宗城、副島種臣、大久保利通、森有礼の各清国派遣に随行し、談判通訳や代理公使として従事し活躍する。台湾事件では柳原公使を補佐して手腕を発揮し、朝鮮問題では、森有礼を補佐して李鴻章との談判通訳を務めた。
1879年（明治12年）7月に、外務権大書記官に任じられる。
1881年（明治14年）6月、外務省の職を辞し、同年12月司法省御用係に任命される。司法省では『大清会典』の訓点に尽くした。
1885年（明治18年）2月に外務権大書記官に復任し、全権大使伊藤博文に随行して清国に遣わされ、天津条約の締結において通訳を担った。
この入清使務の完成を以て、1886年（明治19年）に退官し、外交界から引退して閑居する。1897年（明治30年）に東京で亡くなった。

### 満州語の学習と満和辞書の編纂
1804年（文化元年）にロシアの使節ニコライ・レザノフが露文の本書とともに、日本文と満州文の国書をもたらした際に、書を解することができなかったことを契機として、幕府は江戸の高橋景保と長崎の唐通事に満州語の学習を命じた。高橋の満州語研究は精力的に続けられたが、長崎唐通事の学習は続くことはなかった。

しかし、長崎の唐通事たちは、1850年頃から満州語の学習を再開し、1851年（嘉永4年）から満和辞書の編纂を進めた。『翻訳満語纂編』（全5巻）は1851年（嘉永4年）から1855年（安政2年）にかけて、鄭永寧を始め唐通事22名で編纂した。それと合わせて鄭永寧は、彭城昌宜、彭城廣林、頴川雅範、頴川春重の5名で『清文鑑和解』（全4巻）も編纂した。『清文鑑和解』の原書である『清文鑑』自体は32巻まであるが、編纂作業は途中で終了しており、『翻訳満語纂編』も5巻で編纂作業は終了している。

### 家族・その他
実兄の呉碩三郎も、鄭永寧と同じく維新後に外務省に登用されて、日中交渉で活躍した。長男の鄭永昌は北清事変時(1900年・明治33年)の天津領事であり、袁世凱嘱託である。次男の鄭永邦は北京公使館書記官を務めた。永寧の長男として養子縁組した鄭永慶は日本で初めて本格的なコーヒー店「可否茶館」を開いたことで知られる。